# بيدرو هنريكي بوتيلهو
بيدرو هنريكي بوتيلهو (بالبرتغالية: Pedro Henrique Botelho‏) هو لاعب كرة قدم برازيلي في مركز الدفاع، ولد في 4 أبريل 1987 في البرازيل. لعب مع كريليا سوفيتوف سامارا ونادي سودوفا ماريامبوله.